# Abrahadabra
Abrahadabra je deveti studijski album norveškog black metal-sastava Dimmu Borgir.

## Popis pjesama
1. "Xibir" – 2:50
2. "Born Treacherous"– 5:02
3. "Gateways" – 5:10
4. "Chess with the Abyss" - 4:08
5. "Dimmu Borgir" – 5:35
6. "The Demiurge Molecule" – 5:29
7. "A Jewel Traced Through Coal" -  5:16
8. "Renewal" – 4:11
9. "Endings and Continuations" – 6:02
10. "Perfect Strangers"(Deep Purple cover) - 5:01
11. "DMDR"(GGFH cover) - 4:24

## Doprinosi
- Shagrath – vokal
- Silenoz – gitara
- Galder – gitara
- Brat – sintisajzer, klavir
- Cyrus – bas-gitara
- Daray – bubnjevi

- Gaute Storaas - aranžiranje
- Joachim Luetke - izgled albuma i ilustracije
- Patric Ullaeus - fotografija